# Alain Ransay
Alain Ransay (ur. 11 listopada 1961 w Trinité) – francuski duchowny katolicki, biskup Kajenny od 2022.

## Życiorys
Święcenia kapłańskie otrzymał 27 grudnia 1992 i został inkardynowany do archidiecezji Fort-de-France. Pracował głównie jako duszpasterz parafialny, był także m.in. ekonomem diecezjalnym, kanclerzem kurii oraz delegatem biskupim ds. edukacji.
10 grudnia 2021 papież Franciszek mianował go ordynariuszem diecezji Kajenna. Sakry udzielił mu 6 lutego 2022 arcybiskup Fortunatus Nwachukwu.